# Roman Ney
Roman Ney (ur. 18 lutego 1931 w Pińsku, zm. 25 sierpnia 2020 w Kleszczowie) – polski naukowiec, geolog, nauczyciel akademicki i polityk komunistyczny, profesor nauk technicznych, rektor AGH, poseł na Sejm X kadencji.

## Życiorys
Syn Stefana i Katarzyny. W 1950 ukończył I Liceum Ogólnokształcące w Tarnowie, a w 1955 studia na Wydziale Geologiczno-Poszukiwawczym Akademii Górniczo-Hutniczej. Pracę na tej uczelni rozpoczął w 1952 jako zastępca asystenta w Katedrze Geologii, następnie od 1955 jako asystent w Katedrze Geologii Naftowej. W 1962 uzyskał stopień naukowy doktora, w 1967 habilitował się. W 1972 został profesorem nadzwyczajnym, a w 1976 otrzymał tytuł profesora zwyczajnego. W 1976 wybrano go członkiem korespondentem, a w 1986 członkiem rzeczywistym Polskiej Akademii Nauk. W PAN był sekretarzem Wydziału Nauk o Ziemi i Nauk (w latach 1984–1988), sekretarzem naukowym (w latach 1988–1989) i wiceprezesem (w latach 1990–1992). W 1966 objął kierownictwo w Instytucie Gospodarki Surowcami Mineralnymi i Energią. Był członkiem krajowym czynnym Polskiej Akademii Umiejętności, a także członkiem Polskiego Towarzystwa Geologicznego.
W pracy naukowej w drugiej połowie lat 70. zajął się badaniami nad metodyką rozwiązywania problemów geologicznych z zakresu m.in. geologii górniczej. Był twórcą w Instytucie Surowców Energetycznych AGH szkoły naukowej z zakresu geologii naftowej. W latach 80. prowadził też badania nad opracowaniem podstaw naukowych gospodarki surowcami mineralnymi oraz nad energią geotermalną w Polsce. Pod jego kierunkiem w AGH powstała naukowa szkoła geotermalna. Był redaktorem kilkutomowej monografii Surowce mineralne Polski.
W latach 1971–1974 i 1979–1981 pełnił funkcję rektora AGH. Od 1995 do 2001 zajmował stanowisko kierownika Katedry Polityki Energetycznej na Wydziale Paliw i Energii na tej uczelni.
Był członkiem Związku Młodzieży Polskiej. Od 1961 należał do PZPR. Pełnił funkcję sekretarza komitetu uczelnianego PZPR na AGH, a od 1978 do 1981 wchodził w skład egzekutywy komitetu krakowskiego PZPR. Był także podsekretarzem stanu w Ministerstwie Nauki, Szkolnictwa Wyższego i Techniki (od 1974 do 1978). Od grudnia 1980 do lipca 1981 był zastępcą członka Biura Politycznego Komitetu Centralnego PZPR i sekretarzem KC PZPR odpowiedzialnym za oświatę. W latach 80. był członkiem rady redakcyjnej organu teoretycznego i politycznego KC PZPR „Nowe Drogi”.
Uczestniczył w obradach Okrągłego Stołu w podzespole do spraw nauki, oświaty i postępu technicznego. W latach 1989–1991 z ramienia PZPR był posłem na Sejm kontraktowy z okręgu nowotarskiego, w trakcie kadencji przeszedł do Poselskiego Klubu Pracy.
Pełnił także funkcję rektora Śląskiej Wyższej Szkoły Zarządzania im. gen. Jerzego Ziętka w Katowicach. W 2010 na tej funkcji zastąpił go profesor Andrzej Barczak.
Pochowany na cmentarzu Rakowickim.

## Odznaczenia
- Krzyż Komandorski z Gwiazdą Orderu Odrodzenia Polski (2001)[10]
- Krzyż Komandorski Orderu Odrodzenia Polski (1984)
- Krzyż Oficerski Orderu Odrodzenia Polski
- Krzyż Kawalerski Orderu Odrodzenia Polski
- Medal 40-lecia Polski Ludowej
- Odznaka tytułu Zasłużony Nauczyciel PRL
- Medal Polskiej Akademii Nauk im. Mikołaja Kopernika
- Order Palm Akademickich (Francja) (1974)